# Elena Fabbri
Elena Fabbri (Cervia, 11 marzo 1975) è un'ex cestista italiana.
Playmaker di 170 cm, ha giocato in Serie A1 con Faenza e Priolo Gargallo.

## Carriera
Nel 2008-09 è stata ingaggiata dalla Rainbow Catania in Serie B d'Eccellenza per far crescere l'intera squadra e puntare alla promozione. Tuttavia, la squadra si è fermata ai play-off contro la Passalacqua Ragusa.

## Statistiche
Statistiche aggiornate al 30 giugno 2010
| Stagione        | Squadra              | Competizione | Partite | Partite | Partite | Statistiche tiro | Statistiche tiro | Statistiche tiro | Altre statistiche | Altre statistiche | Altre statistiche | Altre statistiche | Altre statistiche |
| Stagione        | Squadra              | Competizione | Pres.   | Titol.  | Minuti  | Tiri da 2        | Tiri da 3        | Liberi           | Rimb.             | Assist            | Rubate            | Stopp.            | Punti             |
| --------------- | -------------------- | ------------ | ------- | ------- | ------- | ---------------- | ---------------- | ---------------- | ----------------- | ----------------- | ----------------- | ----------------- | ----------------- |
| 1996-1997       | Erreti Faenza        | Serie A1     | 21      |         | 266     | 6/18             | 6/27             | 8/11             | 13                | 5                 | 20                |                   | 38                |
| 1997-1998       | Erreti Faenza        | Serie A1     | 26      |         | 431     | 10/25            | 13/42            | 19/27            | 20                | 13                | 31                |                   | 78                |
| 2005-2006       | Tecno Allarmi Cervia | Serie A2     | 27      | 19      | 845     | 63/167           | 44/141           | 109/148          | 121               | 25                | 89                | 0                 | 364               |
| 2006-2007       | Trogylos Priolo      | Serie A1     | 30      | 27      | 770     | 34/82            | 16/61            | 46/65            | 83                | 24                | 41                | 0                 | 168               |
| 2007-2008       | Acer Priolo          | Serie A1     | 19      | 11      | 342     | 12/28            | 11/32            | 11/14            | 35                | 6                 | 23                | 0                 | 68                |
| 2008-2009       | Rainbow Catania      | Serie B1     | 27      |         |         |                  |                  |                  |                   |                   |                   |                   | 340               |
| 2009-2010       | Erg Power&Gas Priolo | Serie A1     | 23      | 20      | 429     | 8/26             | 12/39            | 30/35            | 29                | 6                 | 21                | 0                 | 82                |
| 2010-2011       | Erg Priolo           | Serie A1     | 23      | 8       | 396     | 12/24            | 18/45            | 16/28            | 18                | 12                | 8                 | 0                 | 94                |
| Totale carriera |                      |              |         |         |         |                  |                  |                  |                   |                   |                   |                   |                   |